# Oncolabis anticella
Oncolabis anticella är en fjärilsart som beskrevs av Philipp Christoph Zeller 1848. Oncolabis anticella ingår i släktet Oncolabis och familjen mott. Inga underarter finns listade i Catalogue of Life.